# Fertiggericht

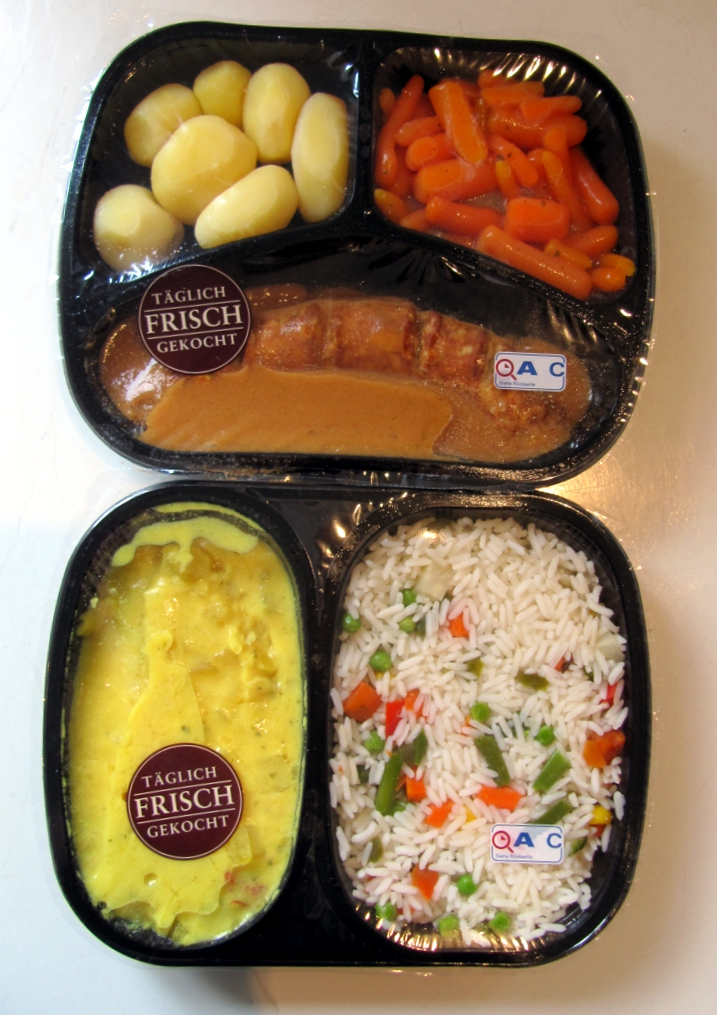
Zwei Mikrowellen-Fertiggerichte aus dem Supermarkt

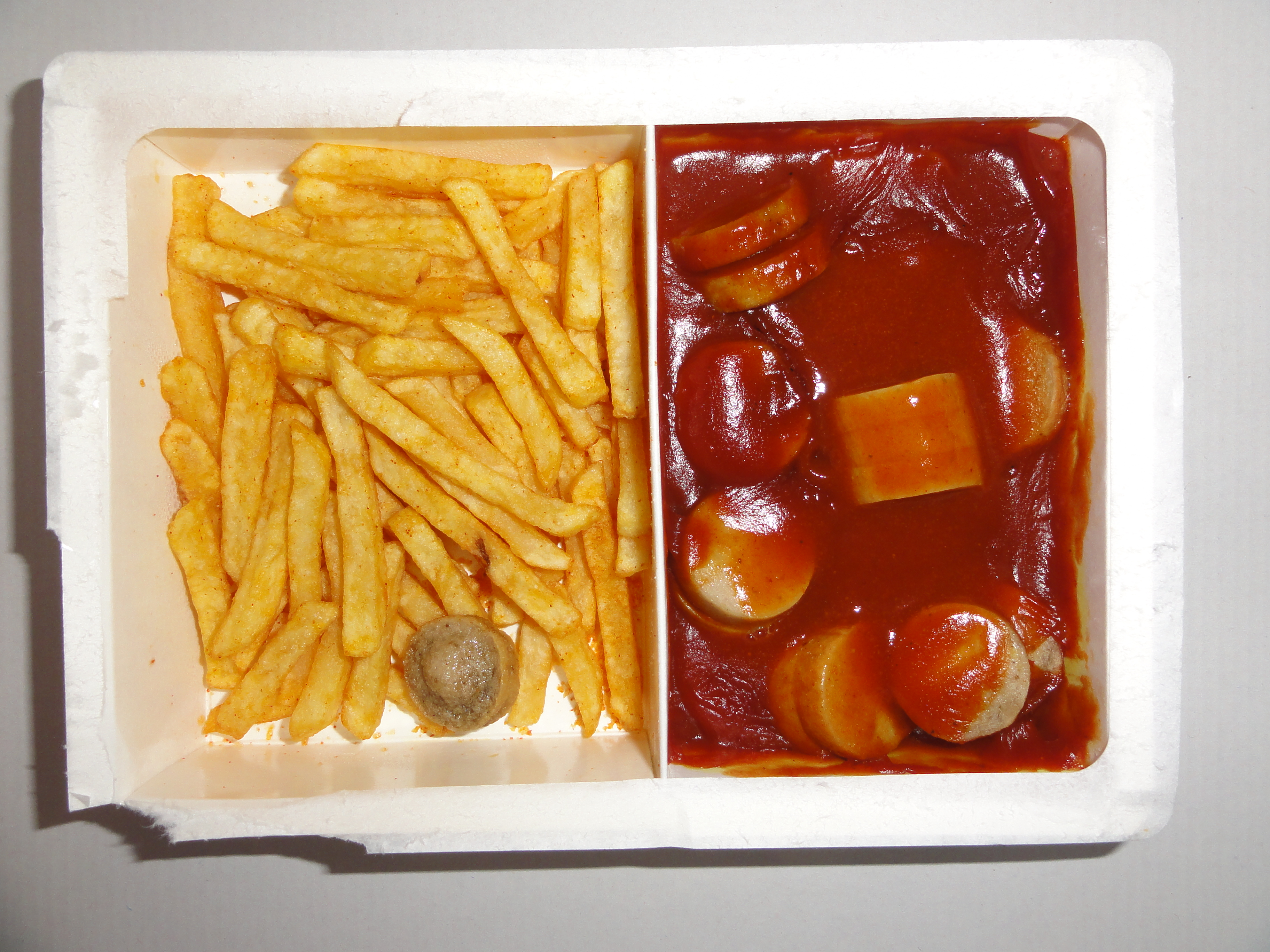
In einem Mikrowellenherd aufgewärmtes Tiefkühl-Fertiggericht: Currywurst mit Pommes frites

Fertiggerichte sind zumeist von Unternehmen der Lebensmittelindustrie erzeugte Mahlzeiten zum warmen Verzehr, deren Fleischkomponenten (soweit Bestandteil) in der Regel vorgegart sind. Fertiggerichte zeichnen sich dadurch aus, dass es sich um verzehrfähige Mahlzeiten handelt, die nur noch erhitzt werden müssen. In der Regel handelt es sich um ein Hauptgericht mit gegebenenfalls beigefügten Beilagen, oder um Ein-Komponenten-Mahlzeiten, wie Pizza, Eintopf, Suppe etc.

## Geschichte
1897 erfand der russische Ingenieur Yevgeny Fedorov die selbsterhitzende Mahlzeit in Form von Konservendosen, die ohne Zuhilfenahme einer Kochstelle durch chemische Prozesse erhitzt wurden. Sie wurden zunächst für Bergsteiger und Expeditionsteilnehmer hergestellt. 1945 entwickelte die US-Firma Maxson Food Systems tiefgefrorene Mahlzeiten mit drei Komponenten (Fleisch, Kartoffelzubereitung und Gemüse), die aufgewärmt und verzehrt werden konnten. Diese Fertiggerichte wurden ausschließlich in Flugzeugen eingesetzt und gelangten nicht in den normalen Handel. Die US-Firma C.A. Swanson & Sons brachte im Dezember 1953 angeregt durch das Maxson-Produkt das im heimischen Ofen aufwärmbare „TV Dinner“ auf den Markt, das erste im Supermarkt erhältliche Fertiggericht. Statt der erwarteten 5000 Exemplare wurden im ersten Jahr bereits zehn Millionen Einheiten verkauft. 1955 wurde das Unternehmen von der Campbell Soup Company übernommen.
Die mit Paniermehl und Schweinefleisch gefüllten „Ravioli in Tomatensauce“ von Maggi waren 1958 das erste Nudel-Fertiggericht in Deutschland – eine Reaktion auf den beginnenden Massentourismus, bei dem Italien zu den Hauptzielen gehörte. Da zur damaligen Zeit viele Haushalte noch nicht über einen Kühlschrank verfügten, wurden Maggi-Ravioli in Dosen angeboten.
In einem allgemeineren Sinne wurde der Begriff Fertiggericht bereits in der ersten Hälfte des 20. Jahrhunderts verwendet, so etwa im Ersten Weltkrieg für „Kunstmarmelade“ aus Kürbismus („Kürbispowidl“ als Ersatz für Powidl) oder im Zweiten Weltkrieg für die Verpflegung der Wehrmacht mit Konservendosen.

## Abgrenzung
Allgemein sollen Fertiggerichte dem Verbraucher die Zubereitung komplett – abgesehen vom Vorgang des Erwärmens – abnehmen. Dabei werden sämtliche Zutaten (typischerweise muss allenfalls Wasser zugefügt werden) bereits beim Hersteller gemischt. Dies stößt an Qualitäts- bzw. Geschmacksgrenzen: Während Tiefkühlprodukte lediglich rasch eingefroren werden müssen, führt die gemeinsame Lagerung – beispielsweise Nudeln mit Sauce in einer Konservendose – zu unerwünschten Reaktionen der Zutaten miteinander.
Bei Halb- oder Teilfertiggerichten dagegen sind die Zutaten bereits zerkleinert und portioniert verpackt. Der Verbraucher muss die Zutaten nach Anleitung mischen und ggf. weitere Zutaten zugeben, die aus praktischen Gründen nicht mitgeliefert werden (beispielsweise Butter) oder nicht für eine längere Lagerung geeignet sind (beispielsweise Hackfleisch). Daraus resultiert einerseits ein deutlich höherer geschmacklicher Anspruch als bei reinen Fertiggerichten, allerdings muss der Verbraucher mehr Zutaten selbst beschaffen und zumindest grundlegende küchentechnische Fertigkeiten mitbringen.

### Teilfertiggerichte

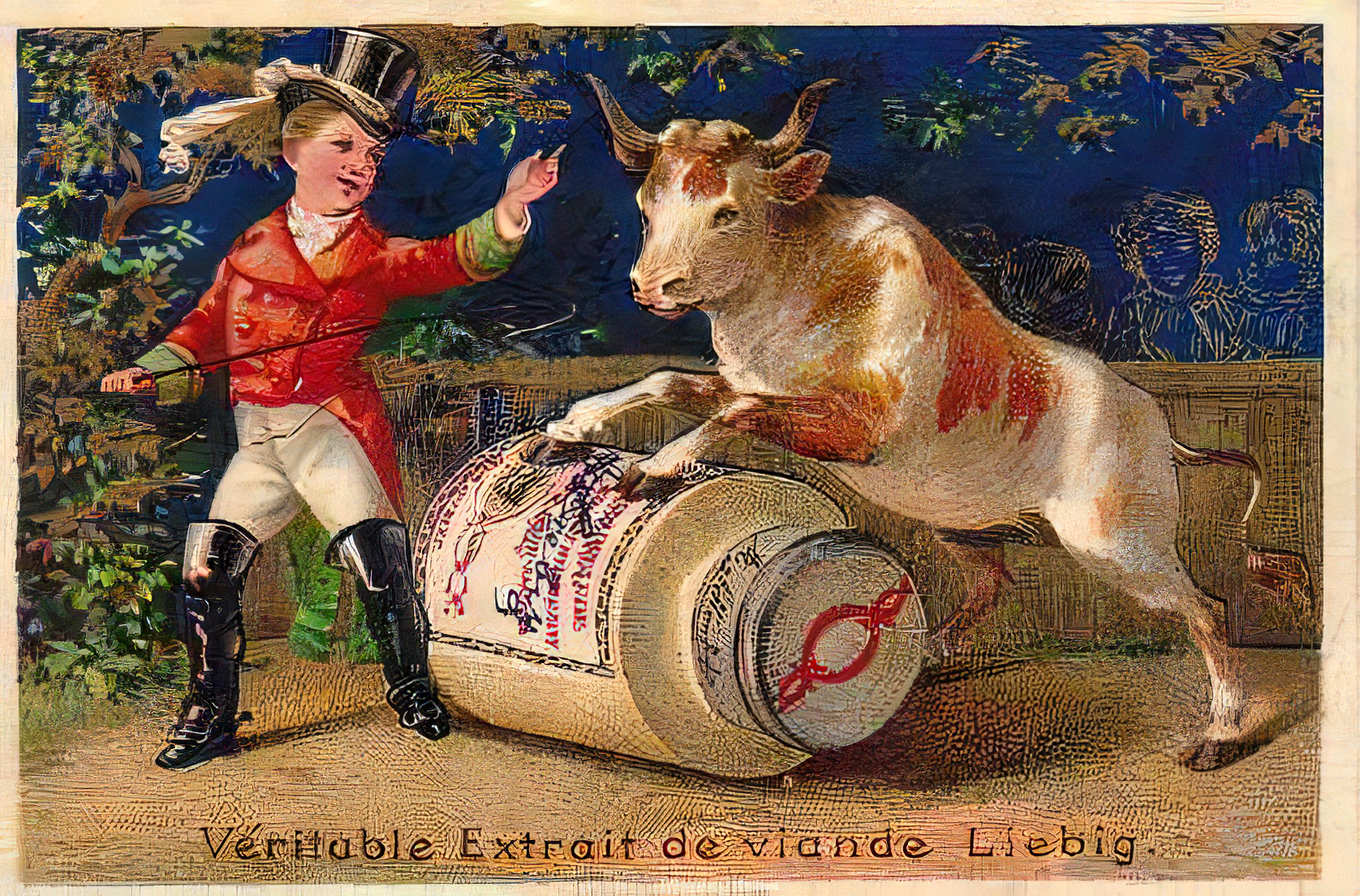
Französische Werbung für Justus von Liebigs Fleischextrakt

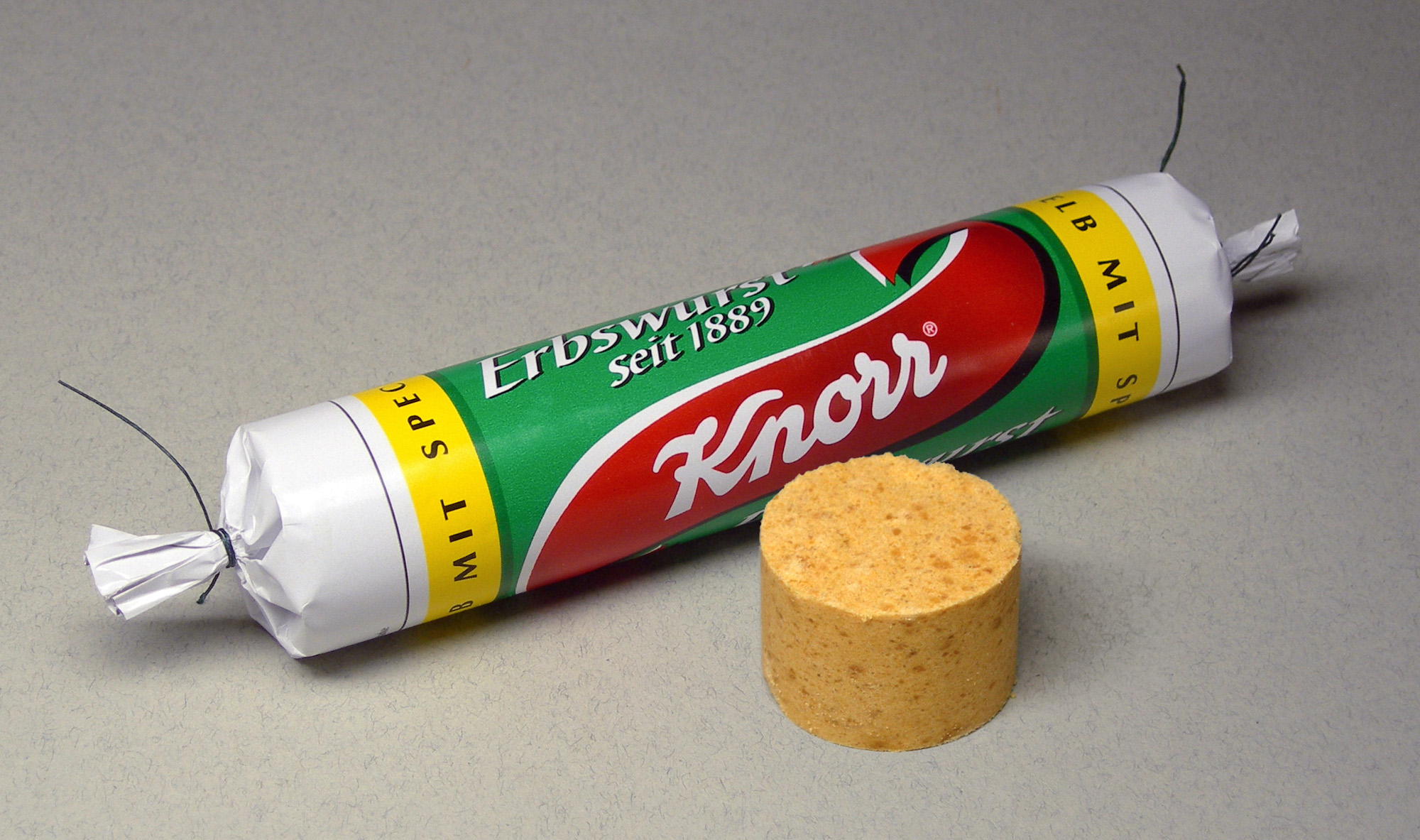
Erbswurst mit Portionsstück

Teilfertiggerichte bedürfen noch der Zugabe von Komponenten wie z. B. Wasser. Auch die verzehrfähigen Einzelkomponenten von Mahlzeiten gehören zu den Teilfertiggerichten. Frühe Beispiele für Teilfertiggerichte waren Justus von Liebigs Fleischextrakt von 1852 oder die Erbswurst des Berliner Kochs Johann Heinrich Grüneberg aus dem Jahr 1867. In England gab es bereits rund 100 Jahre früher einen getrockneten Fleischextrakt in Würfelform für Reisende, der „tragbare Suppe“ (portable soup) genannt wurde. Er wurde jedoch nicht kommerziell hergestellt, sondern in Privathaushalten. Ein Kochbuch von Hannah Glasse aus dem Jahr 1747 enthält zwei Rezepte hierfür.

### Convenience
Abzugrenzen von Fertiggerichten (englisch ready to eat meal) ist der mittlerweile auch im Deutschen gebräuchliche Begriff Convenience oder Convenience Food. Convenience (deutsch: Bequemlichkeit) bezeichnet im Zusammenhang mit Lebensmitteln lediglich einen allgemeinen Trend zur Arbeitserleichterung in der Lebensmittelzubereitung, sowohl im häuslichen als auch im gastronomischen Bereich. Je nach Hersteller werden dabei ganz unterschiedliche Verarbeitungs- und Zubereitungsgrade als Convenience bezeichnet. Ein einheitliches Verständnis dafür gibt es nicht. Abhängig vom Standpunkt werden sowohl das Fertiggericht, als auch ein rohes aber filetiertes Fischfilet oder ein bereits aufgeschnittener Käse von den Anbietern als convenient bezeichnet.

## Gründe für die Nachfrage
Durch Fertiggerichte, die nur noch erhitzt werden müssen, werden dem Verbraucher wesentliche und in Teilen zeitaufwändige Zubereitungsschritte abgenommen. Die Zeitersparnis durch „Fix-Produkte“ und andere Fertigprodukte fällt hingegen bisweilen erheblich geringer aus als häufig angenommen, da zeitintensive Arbeitsschritte wie das Braten von Hackfleisch oder das Schälen von Zwiebeln weiterhin zusätzlich erforderlich sind.
Gründe für die steigende Nachfrage nach Fertigprodukten sind vor allem gesellschaftliche Veränderungen:
- Soziodemografische Trends, z. B. eine steigende Zahl an Single- und Alleinerziehenden-Haushalten sowie eine erhöhte Erwerbstätigkeitsquote von beidem Elternteilen
- Mangel an Kochkenntnissen, den die Fertignahrungshersteller nutzen, um ein Abhängigkeitsverhältnis aufzubauen
- Wertewandel, z. B. höhere Freizeitorientierung und der Rückgang fester Essenszeiten und Mahlzeitstrukturen im Familienkreis
- Zeitmangel, z. B. durch den zunehmenden Zwang, bei den Arbeitszeiten „flexibel“ sein zu müssen
- Bequemlichkeitsstreben
- Der Trend weg von festen Essenszeiten der Familie hin zu einzelnem Essen der Familienmitglieder[9] (siehe situativer Einzelesser)

Die Gastronomie setzt Fertignahrung vor allem aus Kostengründen ein:
- Rationalisierung, der Einsatz von Fertigprodukten senkt Personal- und Materialkosten
- Standardisierung macht Prozessabläufe und damit die (Arbeits-)Kosten planbar
- Angebotsvielfalt: durch die Abnahme wesentlicher Verarbeitungsschritte können Gastronomen ein breiteres Speisensortiment anbieten

## Kritik
Vom medizinischen Standpunkt wird vor allem der hohe Salzgehalt in Fertiggerichten kritisiert. Diese würden vor allem zur Entstehung von Bluthochdruck und anderen Herz-Kreislauf-Erkrankungen wesentlich beitragen.
Möglicherweise steigt durch den Konsum von Fertiggerichten das Sterberisiko: Bei einer Anfang 2019 veröffentlichten Kohortenstudie, welche an 44.551 französischen Erwachsenen ab 45 Jahren durchgeführt wurde, war der Konsum von hochverarbeiteten Fertiggerichten – bei einem Anstieg um 10 % – statistisch signifikant mit einem um 14 % höheren Risiko der Gesamtmortalität verbunden. Um zu beweisen ob diese Ergebnisse wirklich auf den Konsum von Fertiggerichten zurückgeht oder vielleicht andere Gründe ursächlich für die erhöhte Sterblichkeit sein könnten, braucht es noch weitere prospektive Studien. In zwei weiteren prospektiven Kohortenstudien wird gezeigt, dass die Menge des Konsums von hochverarbeiteten Fertiggerichten als Biomarker für eine ungesunde Ernährung und einen ungünstigen Lebensstil herangezogen werden kann. Je mehr davon gegessen wird, desto wahrscheinlicher entwickelt sich eine Krebserkrankung.